# Бхімдатта
Махендранагар (непальська: महेन्द्रनगर), офіційно відома як Бхімдаттанагар (непальська: भिमदत्त), є муніципалітетом в окрузі Канчанпур провінції Судурпащім, Непал. Місто і муніципалітет були названі Махендранагар на честь покійного короля Непалу Махендри. Після того, як муніципалітет Махендранагар став республікою в 2008 році, назву муніципалітету було змінено на муніципалітет Бхімдатта на честь лідера революційних фермерів Бгімдатта Панти .  Він оточений муніципалітетом Бедкот на сході, районом Даделдгура на півночі, національним парком Шуклапханта на півдні та Уттаракхандом, Індія, на заході.
Махендранагар — 9-е за величиною місто Непалу. Лежить за 5 км на схід від кордону з Індією та 700 км на захід від Катманду. На момент перепису 1991 року населення Непалу становило 62 050 осіб. За даними перепису 2001 року населення міста становило 80 839 осіб. Бхімдатта є осередком діяльності промислових підприємств, що працюють між Індією та Непалом. Це також ворота до національного парку Шуклапханта, колишнього заповідника дикої природи Шуклапханта.

## Транспорт і зв'язок
Nepal Telecom і Ncell надають у цьому районі засоби зв’язку 3G і 4G. Бхімдатта з'єднане з іншими частинами Непалу Шосе Схід-Захід, яке є єдиною дорогою, яка з'єднує його з рештою Непалу. У Бгімдатті є внутрішній аеропорт, який не працює. Автобусне сполучення з'єднує Бхімдатту з усіма іншими частинами країни. Існує митний пост для товарів і громадян третіх країн, а громадяни Індії та Непалу можуть вільно перетинати кордон. Банбаса, штат Уттаракханд, Індія, знаходиться по інший бік кордону. Бхімдатта — найближче місце в Непалі до Уттраханди, частини Індії. Бхімдатта також з'єднана підмагістралями з гірськими містами Діпаял, Байтаді, Амаргадхі та Дарчула.